# Desa Cipancar (administrativ by i Indonesien, lat -6,70, long 107,60)
Desa Cipancar är en administrativ by i Indonesien.   Den ligger i provinsen Jawa Barat, i den västra delen av landet, 100 km sydost om huvudstaden Jakarta.